# 李吉他
李吉他（Lee Guitars）是2002年由音樂人李宗盛成立的華人手工吉他品牌。
自1997年起，李宗盛展開製琴的道路，邁向人生第二個音樂旅程，並於2002年正式創立Lee Guitars手工吉他品牌，打造專屬於亞洲音樂人的吉他，要讓全世界聽見富有溫暖和情感的好聲音。

## 時間表

### 2002
- 設立 Lee Guitars 工作室

### 2003
- S Model 推出

### 2004
- J Model 推出
- H Model 推出

### 2005
- B Model 推出

### 2006
- V Model 推出
- VC Model 推出

### 2007
- JC Model 推出
- D Model 推出
- 新據點：The Guitar Store（吉隆坡）

### 2008
- D Jr. Model 推出
- Converse 百年慶典特別紀念琴推出
- 五月天簽名琴推出
- Lee Guitars 指彈與創作大賽（台灣）
- Lee Guitars All-Star Concert（新加坡）
- 新據點：Guitar 77 （新加坡）

### 2009
- H Jr. Model 推出
- 新據點：名屋琴行（成都）
- 新據點：知音琴行（上海）

### 2010
- Lee Guitars 臺北展售處成立
- Lee Guitars X 誠品音樂館
- Lee Guitars @ 臺北人cafe
- 新據點：卡比音樂教室（臺北）
- 新據點：奇想樂器（桃園）
- 新據點：亞邁樂器（台中分公司）
- 李吉他音樂小講堂開播

### 2011
- Lee Guitars 臺北信義誠品直營店成立

### 2012
- 慎始/蟄伏系列琴款推出

### 2013
- Lee Guitars 臺北松菸誠品直營店成立

### 2014
- Lee Guitars 臺中直營店成立

### 2015
- Lee Guitars 社區音樂書房成立

### 2016
- Lee Guitars 上海新天地直營店 有練成立

### 2017
- 招弟 推出
- F Model 推出
- Mayday 20th Signature Model 2017 推出
- 初犢琴款推出

### 2018
- Lee Guitars 臺北兩廳院直營店成立
- 破繭琴款推出
- 初犢(紅邊/藍邊)系列琴款推出
- 李吉他響應吉他魂偏鄉校園教學計畫

### 2019
- 慎始、蟄伏系列琴款全新改版升級推出
- 李吉他新款琴盒推出
- 五月天二十年手染系琴款推出 (煤灰黑、藏袍紅、靛藍)

## 產品

### 特級琴
- 大都會
- 萬花筒
- H Jr 當下
- Fretless Acoustic Bass

### 一級琴
- 招弟
- F model
- J model
- V model
- D model
- H model

### Converse 百年紀念琴
- Converse 百年紀念琴 一級琴
- Converse 百年紀念琴 仿舊款

### Mayday Signature Model
- Mayday 20th Signature Model 2017
- Mayday Signature 簽名珍藏款
- Mayday Signature Model
- Mayday Signature Model Cutaway
- 手染系列 原色/茜草黃/藏袍紅/靛藍/煤灰黑/
- 五月天二十年紀念琴
- 五月天二十年手染系 藏袍紅/靛藍/煤灰黑/

### 初犢
- 初犢

### 破繭
- 破繭

### 蟄伏
- J4CR/J4CRC
- S4CR/S4CRC

### 慎始
- S3SR/S3SRC/S3SRE/S3SRCE
- D3SR/D3SRE
- DJ3SR/DJ3SRE
- M3SA/M3SK/M3SP/M3SAC/M3SKC/M3SPC/M3SAE/M3SKE/M3SPE/M3SACE/M3SKCE/M3SPCE

## 知名使用者
- 周華健
- 五月天
- 蔡健雅
- 劉若英
- 戴佩妮
- 張震嶽
- 陳綺貞
- 盧家宏
- 林一峰
- 李劍青
- 品冠
- 白安

## 外部連結
- Lee Guitars 李吉他官方網站 （页面存档备份，存于）
- Lee Guitars 李吉他粉絲專頁 （页面存档备份，存于）
- Lee Guitars 李吉他Youtube頻道 （页面存档备份，存于）
- Lee Guitars 李吉他微博 （页面存档备份，存于）
- 李吉他音樂小講堂 （页面存档备份，存于）